# Bernhard Heinrich von der Hude (Geistlicher, 1765)

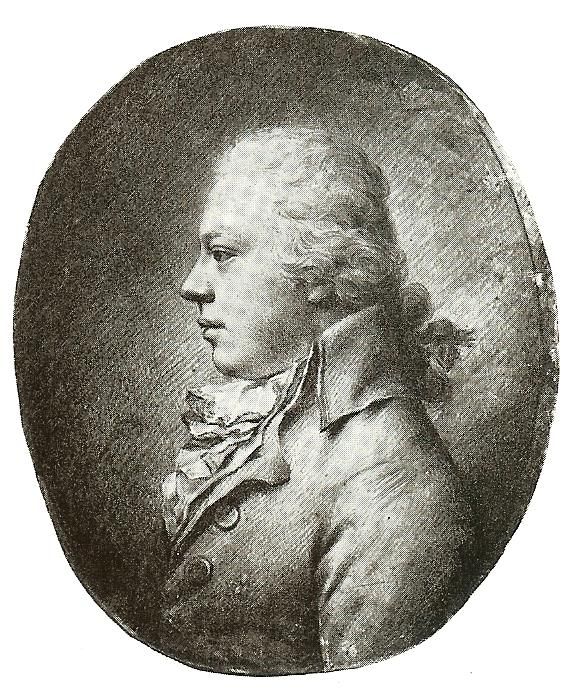
Bernhard Heinrich von der Hude, Zeichnung von Friedrich Carl Gröger, 1795

Bernhard Heinrich von der Hude, auch Bernhard Hinrich von der Hude (* 8. Juni 1765 in Lübeck; † 26. Dezember 1828 ebenda) war ein deutscher evangelisch-lutherischer Geistlicher und Hauptpastor an St. Marien zu Lübeck. Er war der dritte Träger dieses Namens in Folge in diesem Amt.

## Leben

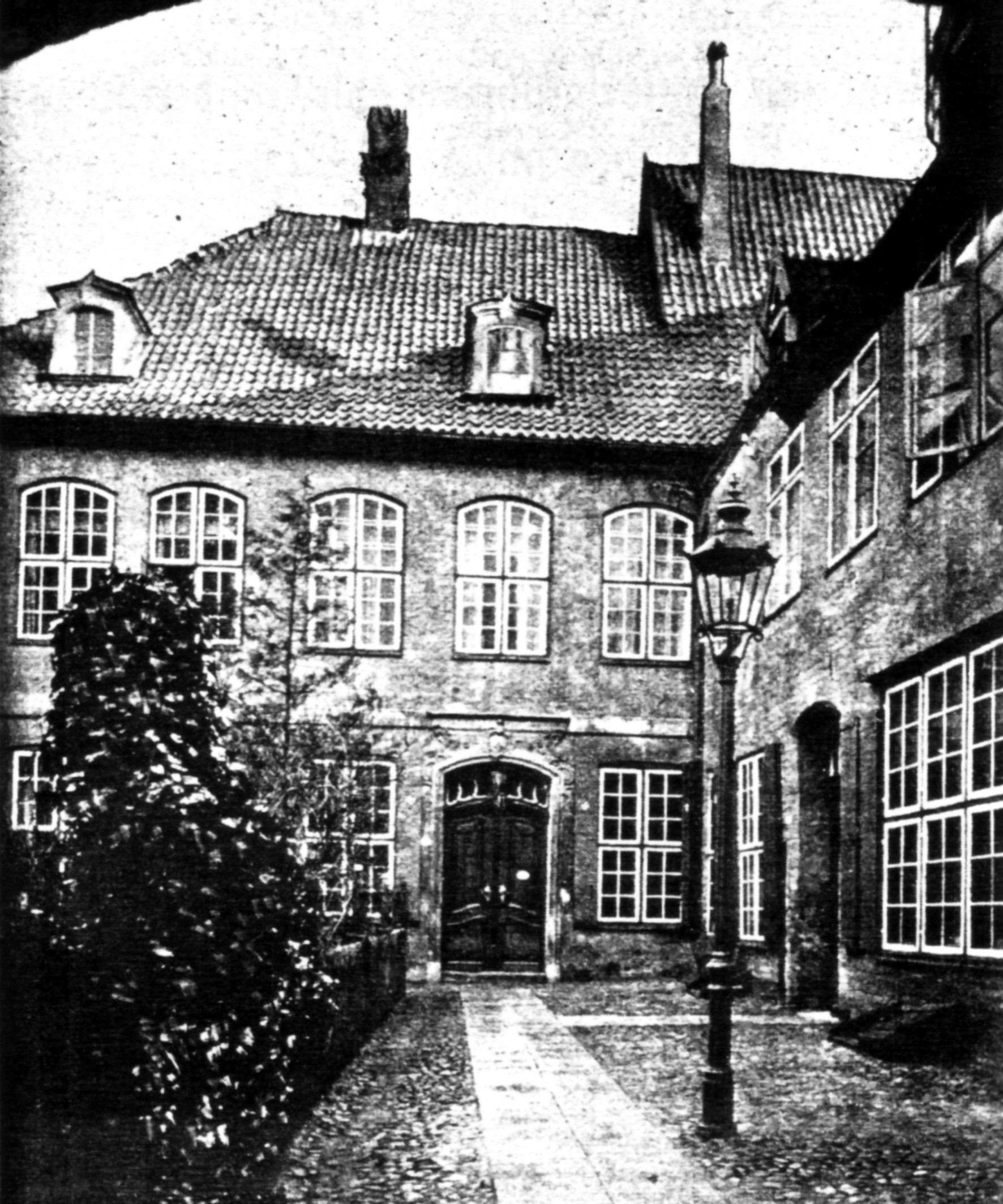
Wehde 8, zerstört 1942

Bernhard Heinrich von der Hude war der Sohn von (Bernhard) Hinrich von der Hude (1731–1795), Hauptpastor und Senior des Geistlichen Ministeriums, und seiner Frau Maria Elisabeth, geb. Woldt. Nach dem Besuch des Katharineums zu Lübeck studierte er ab 1785 Evangelische Theologie an der Universität Jena, wo sich sein Stammbuch aus der Studentenzeit im Stadtmuseum erhalten hat; zu den Lübecker Kommilitonen, die sich in Jena in das Buch eintrugen, gehören Friedrich Wilhelm Trendelenburg und Adolph Heinrich Voeg.
Am 6. November 1794 wurde er zum Prediger und Specialcollegen seines Vaters an St. Marien berufen und rückte am 13. November 1800 zum Hauptpastor auf. Er wohnte im mittleren Haus der Wehde, Marien Quartier 6, heute Mengstraße 8.
Von der Hude war von den Gedanken der Aufklärung geprägt. Zu Beginn seiner Amtszeit gab es bedeutende Veränderungen in Liturgie und Kirchenmusik der Marienkirche, so das Ende des Kantorats 1802. Er setzte sich für verschiedene soziale und pädagogische Projekte ein.
Ein Vortrag, den er am 24. Februar 1801 vor der Gesellschaft zur Beförderung gemeinnütziger Tätigkeit über den Nutzen einer Sparkasse für Dienstboten und dergleichen Leute aus niederen Ständen hielt, gab den Anstoß zur Bildung eines Komitees, das schließlich 1817 zur Gründung der Sparkasse zu Lübeck führte. Von 1821 bis 1825 war er Direktor der Gesellschaft.
1804 gehörte er zusammen mit dem Prediger Hermann Friedrich Behn zu den Gründern der Töchterschule, die im ehemaligen, seit Johann Adolph Schinmeiers Tod leerstehenden Amtssitz der Superintendenten im Innenhof der Wehde untergebracht wurde und aus der später die Ernestinenschule hervorging. Hude verfasste für die Schule eine Kleine deutsche Sprachlehre, die bis 1822 vier Auflagen erlebte.
Er war seit 1795 verheiratet mit Margarethe Henriette, geb. Heyn (1776–1819). Die Söhne des Paares Heinrich von der Hude (1798–1853) und Hermann von der Hude (1811–1858) wurden Senatoren der Hansestadt Lübeck. Die Tochter Henriette (1809–1843) heiratete Carl Wilhelm Asher.
Zwei wohl zur Hochzeit durch Friedrich Carl Gröger angefertigte Miniaturzeichnungen von Bernhard Heinrich und Margarethe Henriette von der Hude sind als Lübecker Museumsbestand erhalten.

## Werke
- Kleine deutsche Sprachlehre zunächst für Töchterschulen: mit einem Anhange fehlerhafter Aufsätze zur Uebung, die gegebenen Regeln richtig anzuwenden. Lübeck: Niemann 1808

Kleine deutsche Sprachlehre, zunächst für Töchter und Bürgerschulen. Mit einem Anhang fehlerhafter Aufsätze, zur richtigen Anwendung der gegebenen Regeln und zur Vermeidung der im nördlichen Deutschland gewöhnlichen Schreib- und Sprachfehler. 3., auf’s neue durchges. Ausg. – Lübeck: Riemann, 1819
Kleine deutsche Sprachlehre, zunächst für Töchter und Bürgerschulen. Mit einem Anhang fehlerhafter Aufsätze, zur richtigen Anwendung der gegebenen Regeln und zur Vermeidung der gewöhnlichen Schreib- und Sprachfehler. 4., auf’s neue durchges. Ausg. – Lübeck: von Rhoden, 1822
- Heilige Rede, am Altare gehalten den 19. October 1814. Lübeck: Borchers 1814
- Kurzer Abriß der Reformationsgeschichte bis zum Augsburger Frieden. Lübeck: G. B. Niemann 1817

Digitalisat des Exemplars der Bayerischen Staatsbibliothek
- Geschichte der Gesellschaft zur Beförderung Gemeinnütziger Tätigkeit zu Lübeck von 1789-1824. Lübeck: von Rohden 1825